# Poa pannonica
Poa pannonica — вид однодольних квіткових рослин з родини злакових (Poaceae).

## Розповсюдження
Вид росте у центрально-східній і південно-східній Європі (Румунія, Словаччина, Угорщина, Україна, колишня Югославія).
Виділяють два підвиди:
- Poa pannonica subsp. pannonica
- Poa pannonica subsp. scabra (Asch. & Graebn.) Soó